# Slide Adventure: Mag Kid
Slide Adventure: Mag Kid è un videogioco sviluppato da Agenda e pubblicato da Nintendo per Nintendo DS. È venduto in bundle con lo Slide Controller, ed è l'unico gioco che lo utilizza. Slide Adventure: Mag Kid è uscito solo in Giappone ed ha preso 21/40 (7 / 7 / 7 / 8) sull'autorevole rivista nipponica Famitsū.

## Modalità di gioco
Durante una tempesta, vari oggetti di una casa prendono vita. Tra questi c'è Mag Kid, una calamita, ed un robot giocattolo. Mag Kid, con i suggerimenti del robot, dovrà rimettere ordine nella casa catturando i vari nemici ed acquisendone i poteri.
La piccola calamita viene mossa dal giocatore usando lo Slide Sensor, come se fosse il puntatore di un mouse. È possibile muovere MagKid con diverse velocità, ma facendolo velocemente perderà i nemici catturati.
La modalità multiplayer, sino a 4 giocatori dotati di Slide Controller e cartuccia, è una corsa in stile racing.
Sono inoltre disponibili diversi minigiochi, tutti da giocare con lo Slide Controller, ottenibili dopo aver preso della carte nel gioco principale.

## Slide Controller

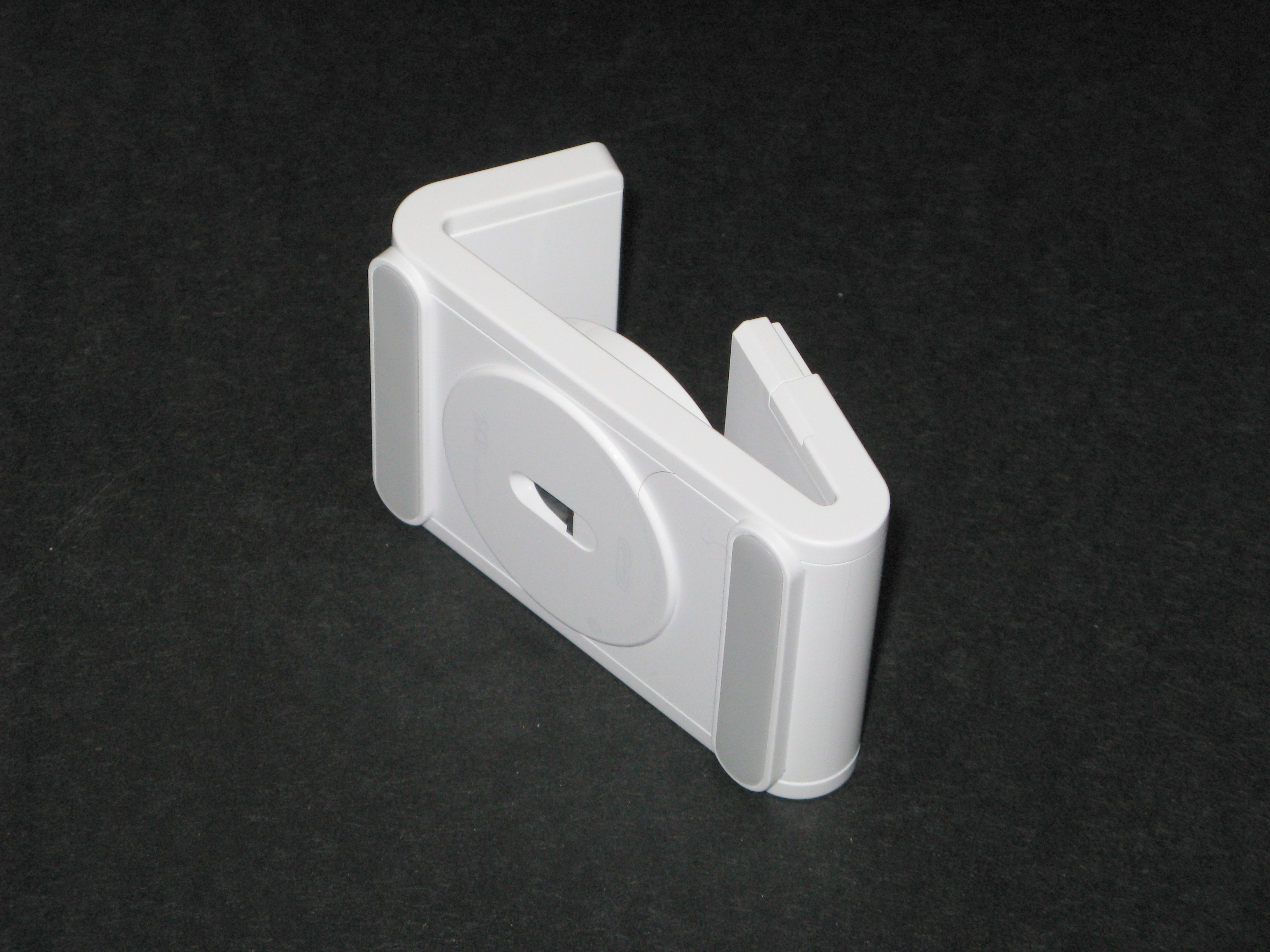
Slide Controller

Venduto con il gioco, lo Slide Controller è una periferica che va inserita nello Slot 2 del Nintendo DS o del Nintendo DS Lite. Ha una tecnologia simile a quella dei mouse: grazie ad un LED, che emette una luce rossa, lo Slide Controller può captare i movimenti su una superficie.